# Љубавно писмо
Љубавно писмо је југословенски ТВ филм из 1959. године. Режирао га је Влада Петрић, а сценарио је написан по комедији Косте Трифковића.

## Улоге
| Глумац               | Улога |
| -------------------- | ----- |
| Северин Бијелић      |       |
| Мирјана Коџић        |       |
| Тамара Милетић       |       |
| Антоније Пејић       |       |
| Александар Стојковић |       |
| Стеван Штукеља       |       |
| Рената Улмански      |       |
| Стеван Штукеља       |       |